# Unteroffiziervorschule
Die Unteroffiziervorschulen waren im Deutschen Kaiserreich und später im Dritten Reich Militärschulen für männliche Jugendliche, die auf eine militärische Laufbahn innerhalb der Streitkräfte als Unteroffizier vorbereiten sollten. Die Schüler trugen Uniform und unterlagen der militärischen Disziplin, waren kaserniert, jedoch rechtlich keine Soldaten. Sie wurden in allgemeinbildenden Fächern unterrichtet und erhielten gleichzeitig eine vormilitärische Ausbildung. Nach Abschluss erfolgte im Regelfall die Übernahme als Soldat und die Überstellung an eine Unteroffizierschule. Sie hatten damit eine ähnliche Funktion als Vorbereitung auf den Soldatenberuf wie die Kadettenanstalten für angehende Offiziere.

## Deutsches Kaiserreich

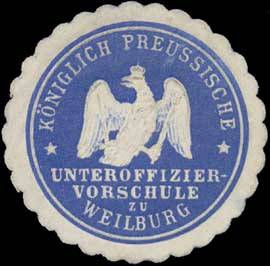
Siegelmarke der Unteroffiziervorschule Weilburg

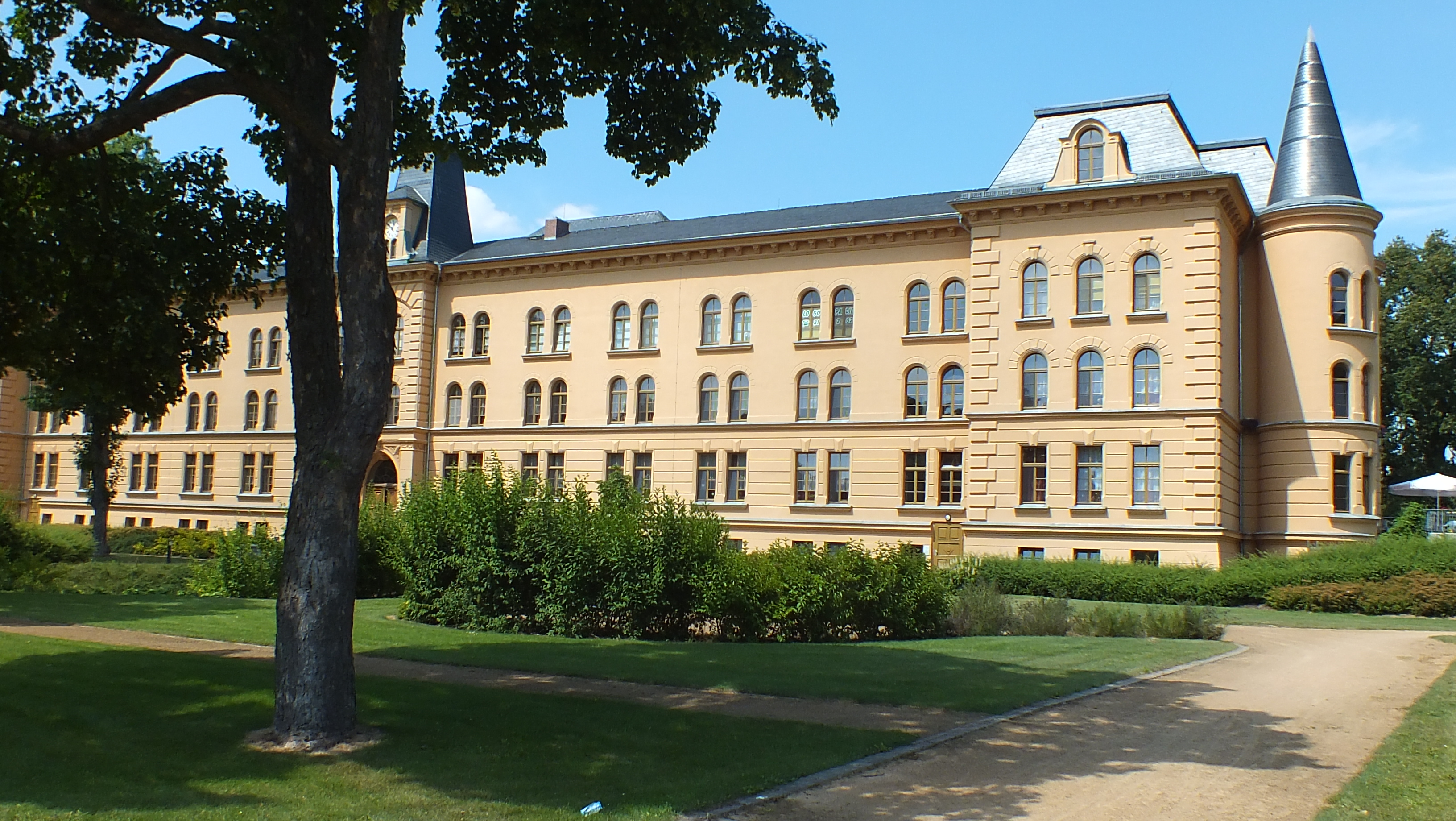
Gebäude der Unteroffiziervorschule in Annaburg im Jahr 2013

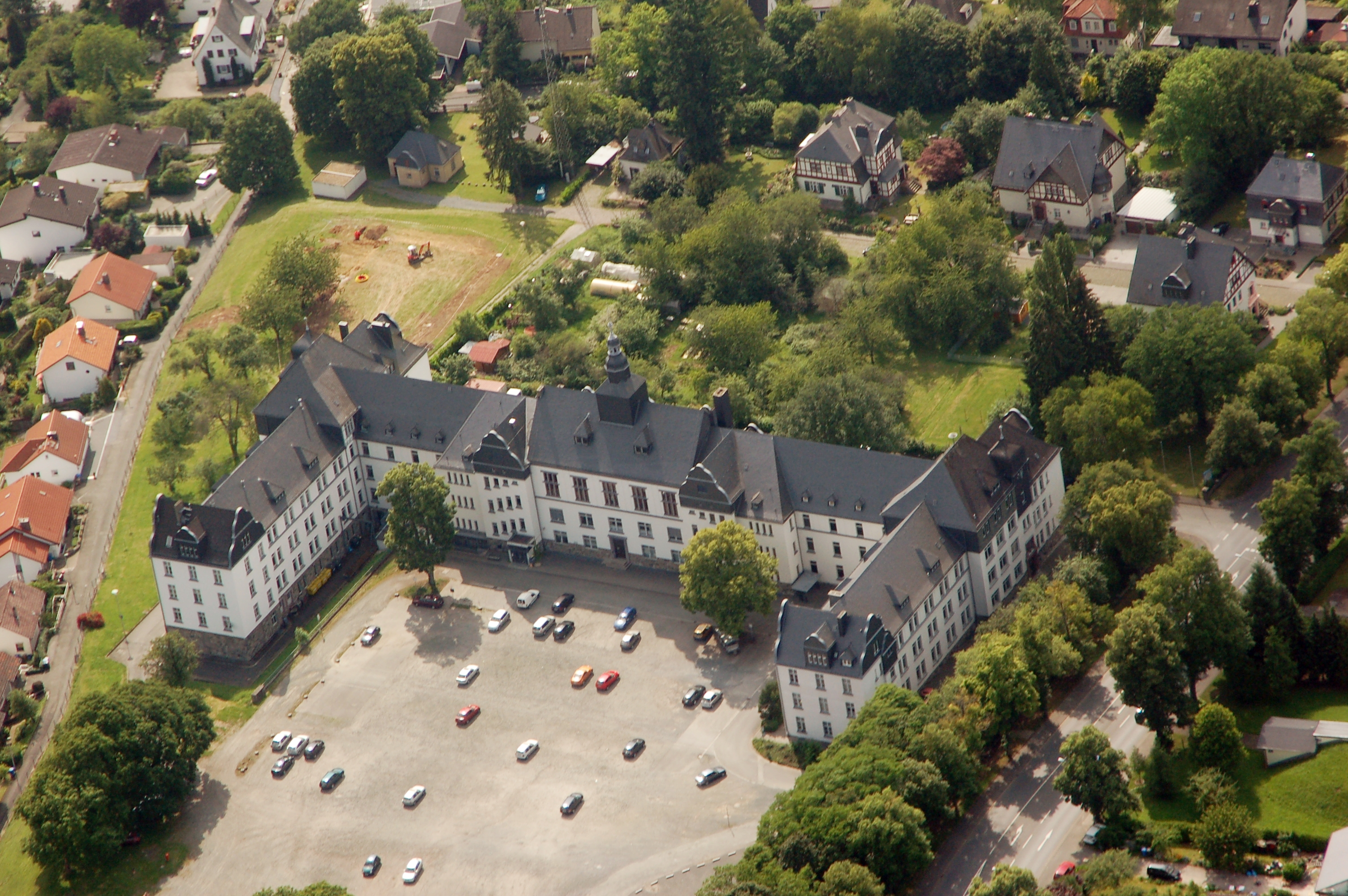
Gebäude der Unteroffiziervorschule in Weilburg im Jahr 2007

Bereits im 18. Jahrhundert gab es im Königreich Preußen Militärknabeninstitute und Militärwaisenhäuser für die Nachkommen von Soldaten, insbesondere gestorbener oder verarmter Soldaten. Die Kinder und Jugendlichen konnten unentgeltlich eine Schule besuchen, den Schulabschluss erwerben und oft ein Handwerk erlernen. Zudem wurden sie vormilitärisch ausgebildet. Das Schulpersonal waren aktive oder ehemalige Unteroffiziere, Offiziere und zivile Lehrer. Wer eine militärische Laufbahn anstrebte, konnte in einer oft angegliederten Militärschule verbleiben und trat mit wehrfähigem Alter in die Preußische Armee ein.
Nach Gründung des Deutschen Reiches 1871 wurden folgende Unteroffiziervorschulen aufgestellt:
- 1877 in Weilburg
- 1880 in Annaburg
- 1888 in Neubreisach, verlegt 1910 nach Sigmaringen
- 1891 in Jülich, verlegt 1916 nach Biebrich
- 1893 in Wohlau in Schlesien[5]
- 1894 in Fürstenfeldbruck in Bayern
- 1896 in Bartenstein
- 1897 in Greifenberg in Pommern
- 1915 Jena, verlegt 1917 nach Frankenstein und Mölln
- 1916 Ellwangen

Eine weitere Unteroffiziervorschule bestand seit 1878 in Marienberg als unselbstständige Abteilung der dortigen Unteroffizierschule; sie wurde 1893 zur selbstständigen Anstalt erhoben. Schüler an der Militärschule des Potsdamer Militärwaisenhauses hatten den gleichen Status wie Schüler einer Unteroffiziervorschule.
Die Unteroffiziervorschulen sollten männliche jugendliche mit mindestens Volksschulabschluss auf eine militärische Laufbahn vorbereiten und dabei das Altersband zwischen Schulabschluss und wehrfähigem Alter überbrücken. Die Anwärter mussten bei Beginn in einem Alter von 15 oder 16 Jahren sein und die Genehmigung der Eltern haben; sie besuchten die Schule für zwei Jahre. Der Schulbesuch war kostenlos, und Essen, Unterkunft, Uniform sowie ein Taschengeld wurden unentgeltlich gestellt. Für jeden Monat des Schulbesuchs mussten die Schüler später zwei Monate zusätzlich zum aktiven Pflichtdienst in den Streitkräften dienen.
Nach den Bestimmungen von 1888 wurden die Schüler in Deutsch, Rechnen, Geschichte, Geographie, Naturkunde, Schönschreiben, Zeichnen, Planzeichnen und Gesang unterrichtet. Darüber hinaus erhielten sie eine vormilitärische Ausbildung, mussten Uniform tragen und wurden militärisch gedrillt.
Mit Abschluss an der Unteroffiziervorschule wurden die Schüler als Unteroffizieranwärter an eine Unteroffizierschule versetzt. Im Gegensatz zu Anwärtern aus der Truppe, die drei Jahre die Unteroffizierschule besuchen mussten, verkürzte sich die Ausbildung für Absolventen der Unteroffiziervorschule auf zwei Jahre. Danach wurden sie, je nach gezeigter Leistung, als Mannschaftsdienstgrad oder bereits als Unteroffizier in die Truppe versetzt.
Alle Unteroffiziervorschulen wurden nach dem Ersten Weltkrieg aufgrund des Friedensvertrag von Versailles bis 1920 aufgelöst.

## Drittes Reich

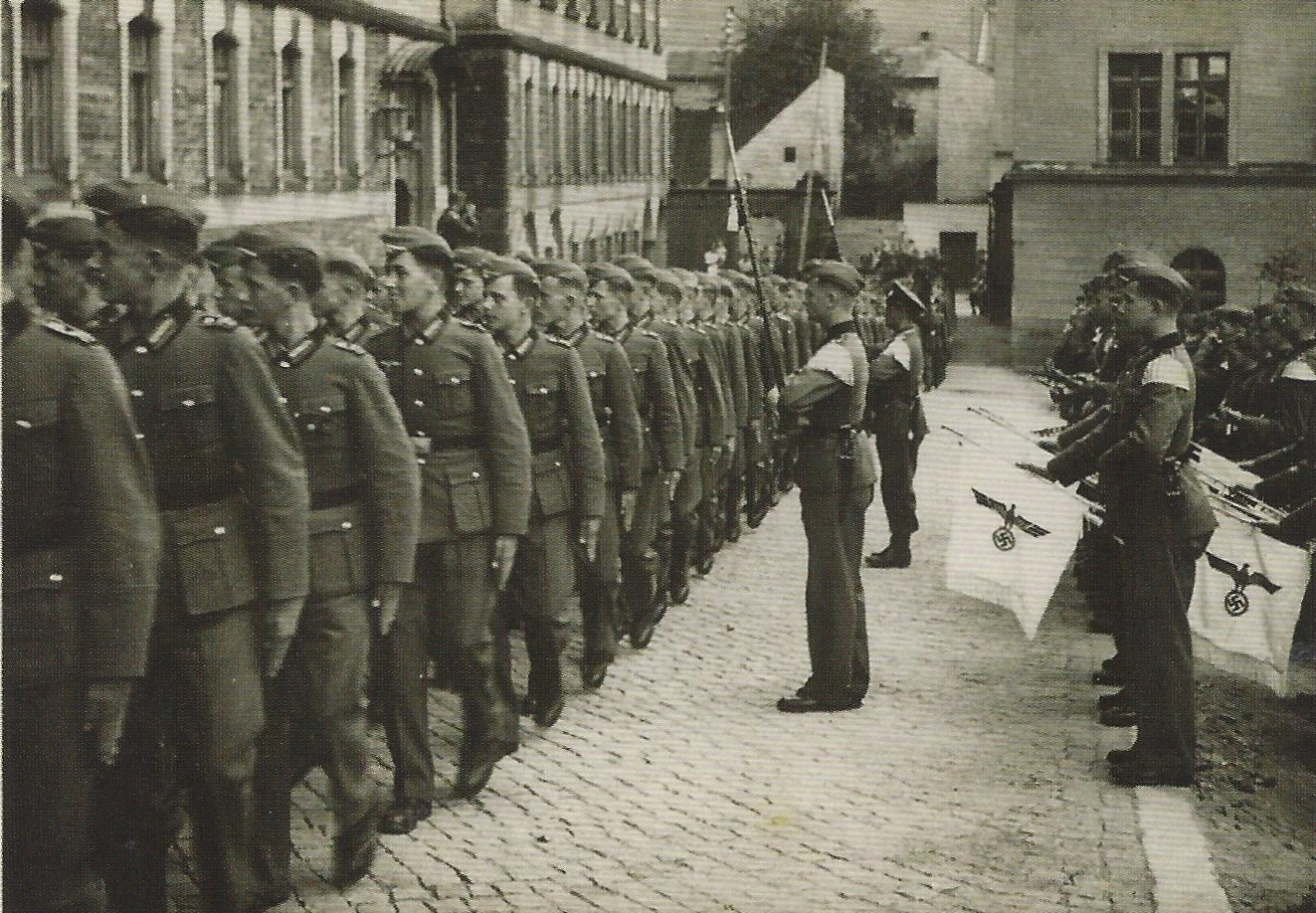
Heeresunteroffiziervorschule Marienberg (1940)

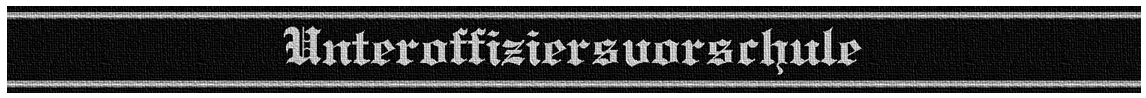
Ärmelstreifen für das Stammpersonal

Unteroffiziervorschulen (UVS) wurden 1941 für die drei Teilstreitkräfte der Wehrmacht eingerichtet. Noch im selben Jahr gestattete ein sogenannter „Führerbefehl“ nicht mehr, dass ab 1942 weitere Jahrgänge für die Unteroffiziervorschulen rekrutiert wurden. 1944 lief die erste und auch einzige 3-Jahres-Ausbildung auf den Unteroffiziervorschulen aus.
Allein der Kriegsmarine gelang es, ersatzweise sogenannte „Seeberufsfachschulen“ (SBF) einzurichten. Die Unteroffiziervorschulen wurden einfach in Seeberufsfachschulen umbenannt; die Seeberufsfachschulen waren also die Nachfolgeeinrichtungen für die Unteroffiziervorschulen der Kriegsmarine. Die Bewerber für den 2. Jahrgang einer Unteroffiziervorschule der Kriegsmarine, die eine Aufnahmeprüfung bestanden hatten, konnten sich nun für eine Lehre auf den Seeberufsfachschulen entscheiden. Trotz einer zivilen Unterstellung unter das Reichsministerium für Wissenschaft, Erziehung und Volksbildung standen die Seeberufsfachschulen eindeutig unter der Ägide der Kriegsmarine.
1942 kamen die ersten 300 Schüler des Geburtsjahrgangs 1927/28 an die Seeberufsfachschule Wolgast. 1943 rekrutierte man die Geburtsjahrgänge 1928/29 und zuletzt 1944 die Geburtsjahrgänge 1929/30.
1944 existierten seemännisch oder technisch ausgerichtete Seeberufsfachschulen z. B. in Marienberg, Wolgast, Wesermünde (Bremerhaven), Lindau, Hohenschwangau, Essen-Werden, Neuwied, Elsfleth, Sankt Wolfgang, Eudenbach, Görlitz und Ungarisch Hradisch in Mähren.

## Persönlichkeiten

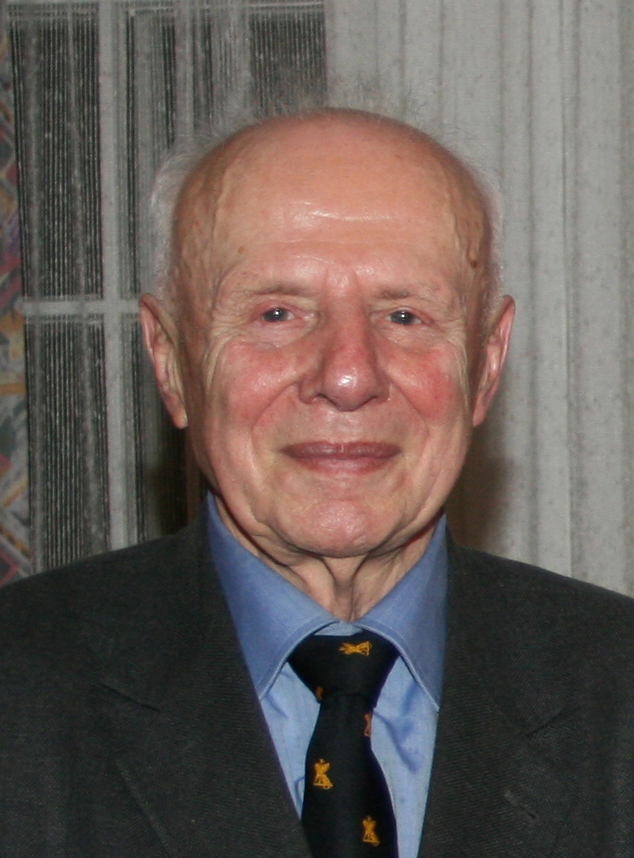
Günter Kießling, Absolvent der Unteroffiziervorschule in Dresden

### Lehrer und Ausbilder
- Julius von Bernuth, Kommandeur der Unteroffiziervorschule in Greifenberg
- Wilhelm von Gluszewski, Kompaniechef in Neubreisach und Wohlau
- Ernst von Heynitz, Kommandeur der Unteroffiziervorschule in Weilburg
- Eduard Kreuter, Kompaniechef in Jülich
- Leo Sontag, Kompaniechef in Weilburg

### Absolventen
- Hermann Franz, SS-Brigadeführer und Generalmajor der Polizei
- Heinrich Hannibal, SS-Brigadeführer, Generalmajor der Polizei
- Horst Hennig, Generalarzt der Luftwaffe (Bundeswehr)
- Ernst Jenke, Nationalsozialist, SA-Obersturmbannführer, 1930–1945 Reichstagsabgeordneter
- Günter Kießling, General im Heer (Bundeswehr)
- Heinrich August Knickmann, Nationalsozialist, SA-Führer, 1933–1937 Polizeipräsident von Duisburg, 1932–1941 Reichstagsabgeordneter
- Arnold Kreklow, Angehöriger der Geheimen Staatspolizei
- Fritz Lattke, sorbisch-deutscher Maler, Grafiker, Buchillustrator und Comiczeichner
- Ernst Penner, Landrat in Labiau, Nationalsozialist, ab 1935 Reichstagsabgeordneter
- Fritz Streletz, Generaloberst der Nationalen Volksarmee
- Carsten Volquardsen, SA-Brigadeführer, Oberleutnant der Fallschirmjäger
- Josef Wasmer, SA-Standartenführer, Nationalsozialist, 1933/34 Reichstagsabgeordneter